# Wittenburg
Wittenburg (en allemand : /ˈvɪtn̩ˌbʊʁk/ ) est une ville située dans l'arrondissement de Ludwigslust-Parchim dans le Land de Mecklembourg-Poméranie-Occidentale, en Allemagne.

## Évolution démographique
| Année      | 1496    | 1644 | 1857 | 1920 | 1989 | 2000 | 2006 |
| ---------- | ------- | ---- | ---- | ---- | ---- | ---- | ---- |
| Population | 500-600 | 100  | 3100 | 3359 | 6000 | 5161 | 4924 |

## Personnalités liées à la ville
- Harald Ringstorff (1939-2020), homme politique né à Wittenburg.

## Jumelage
- Löningen (Allemagne)